# Lucien Jacques
 (juillet 2025).
Si vous disposez d'ouvrages ou d'articles de référence ou si vous connaissez des sites web de qualité traitant du thème abordé ici, merci de compléter l'article en donnant les références utiles à sa vérifiabilité et en les liant à la section « Notes et références ».
Lucien Jacques, né le 2 octobre 1891 à Varennes-en-Argonne et mort le 11 avril 1961 à Nice, est un poète, éditeur, peintre, dessinateur, graveur et danseur français. 

## Biographie
Lucien Jacques est né le 2 octobre 1891 à Varennes-en-Argonne, dans la Meuse. Il est le fils d’Alphonse Jacques, cordonnier et de Jeanne Scheck, vendeuse de tabac.
Les parents de Lucien Jacques s'installent à Paris en 1896, pour suivre leur fils ainé qui poursuit une formation de joaillier. Lucien Jacques entre à l’école primaire (où il se lie d'amitié avec Henry Poulaille) et passe, sans succès, son certificat d'études primaires. Il devient alors apprenti chez un joaillier sertisseur, comme son frère. Ce dernier n’hésite pas à l’emmener à des concerts de musique.
Son père doutant de son avenir artistique, Lucien Jacques quitte le domicile familial et vit de petits emplois. Il est tour à tour commissionnaire, employé chez un marchand de métaux et travaille dans le milieu (déjà l'art) de la création de bijoux et de la sculpture sur ivoire. Il fréquente alors le Louvre.
Au début des années 1910, il fait la connaissance de la danseuse américaine Isadora Duncan. Il en fera son modèle, et deviendra vite son secrétaire particulier. Séduit par sa personnalité, il en parlera souvent dans ses écrits tout au long de son existence. Il rencontre aussi Raymond Duncan, s’inscrit à son Akadémia et y pratique la danse, la gymnastique et le tissage. Il y rencontre de nombreux intellectuels et artistes que réunit entre eux la passion de la Grèce et de l’hellénisme.

### La Grande Guerre
Antimilitariste, il hésite entre se réfugier à l'étranger ou répondre aux obligations du service. Il va répondre à sa feuille d'appel, souhaitant cependant être un acteur passif de ces tragiques événements à venir. Artiste, il est versé dans la section musique du 161e régiment d'infanterie à Saint-Mihiel et se lie avec Alexandre Noll, le peintre Henry et les frères de la Laurencie, officiers et amateurs d'art. Ces derniers demandent à Lucien Jacques de "monter" et danser l'Orphée de Gluck.  
Passant du service à la guerre, il devient brancardier et va parcourir son département de naissance livré au chaos et à la désespérance.  
Bataille d'Argonne en 1915, de Verdun en 1916. 
Blessé plusieurs fois, il part en convalescence en Bretagne où il se lie avec Louis Guilloux, puis dans le sud de la France. Il commence à réaliser des bois gravés et des filets décoratifs qu'il exposera à la fin de la guerre, chez Druet à Paris.
Il en ressortira profondément pacifiste. Durant ces années, il écrira son journal Carnets de Moleskine.

### L'entre-deux guerres
Démobilisé, il rejoint Paris et ouvre une boutique de produits divers qu'il a lui-même élaborés. Il écrit des textes, édite et expose. Il publie ensuite des poèmes qui lui ont été inspirés par la guerre. Il expose des bois gravés avec ses amis Noll, Vox, Daliès, Quillivic...
Il crée ensuite Les Cahiers de l'artisan, revue artistique qui consacre à chacune de ses parutions les productions d'un artiste. 
Il se lie avec de nombreux écrivains (Gide, Poulaille, Martinet, Paulhan, Guéhenno), le compositeur américain Samuel Barlow, le peintre Stuart Davis, etc. 
En 1922, pour des raisons de santé, il quitte Paris pour la Côte d'Azur, à Grasse. Il y rencontre le poète Charles Vildrac. Il y relance la revue Les Cahiers de l'artisan qu'il avait ébauchée lors de son séjour parisien. Il collabore à la revue littéraire marseillaise La Criée. C'est par l'intermédiaire de cette revue, en 1924, qu'il fait la connaissance de Jean Giono. Lucien Jacques publie dans Les Cahiers de l'artisan une série de poèmes (Accompagnés de la flûte) puis expédie à l'éditeur parisien Grasset un texte de ce jeune auteur (Naissance de l'Odyssée), texte qui sera refusé. Pour convaincre définitivement Grasset, il lui soumet un roman : Colline.  
Dans les années 1925-1935, il collabore à différentes revues culturelles et littéraires (Nouvel Âge et À contre-courant de Poulaille, Les Humbles de Maurice Wullens, Clarté de Barbusse, etc.), profite de voyages à l'étranger pour présenter ses œuvres ou en créer d'autres (Italie, Égypte). Son voyage à Rome lui fait découvrir la fresque dont il usera en de nombreux endroits (Saint-Paul-de-Vence, Manosque entre autres). Il s'installera à Saint-Paul.
Lucien Jacques sera avec Giono, dès 1936, le pivot du rendez-vous des intellectuels, des pacifistes et aficionados de l'œuvre de l'écrivain de Manosque : Les Rencontres du Contadour, hameau de la Montagne de Lure à proximité de Banon. Il créera à cette occasion les Cahiers du Contadour, sorte de compte-rendu littéraire de chaque séjour : textes inédits, poèmes, réflexions, traduction (comme Moby Dick d'Herman Melville, en collaboration avec Giono et Joan Smith).

### La Seconde Guerre mondiale
Pendant le second conflit mondial, il gagne la Montagne de Lure. Il continue à recevoir les amis contadouriens qui veulent prolonger les « rencontres », et passe l'hiver à Montlaux où il achète une maison près de ses amis Pellegrin.
Puis il s'installe à Montjustin, près de Manosque, qu'il veut transformer en village d'artistes. Peintres, écrivains et poètes ses amis s'y arrêtent à chaque occasion. C'est pour lui une époque prolifique, où il voyage, expose, crée et édite beaucoup. En 1953, il relance à nouveau les Cahiers de l'artisan. Durant cette période, il met sur pied une édition de livre de luxe des œuvres de ses meilleurs amis, dont Giono avec qui il s'était quelque peu brouillé.

### Dernières années
Lucien Jacques passe les six dernières années de sa vie à Gréoux-les-Bains où il se liera d'amitié avec le cordonnier Yvon Michel. Son état de santé ne l'empêche pas de créer et d'exposer encore. En 1960, il participe au tournage de Crésus, le film de Giono, devenant décorateur et accessoiriste de film, bien que fatigué par sa maladie.
Il meurt d'un cancer à Nice le 11 avril 1961. Lucien Jacques est enterré à Montjustin le 13 avril 1961.

## Expositions
- 1919 : 20 au 31 janvier : Galerie E. Druet, Paris 20, rue Royale 17 filets, 23 bois	avec Joseph Gilardoni (30 peintures) Catalogue
- 1919 : Décembre à avril 1920 à l'Artisan(22 rue St Benoît) Paris Collective
- 1921 : Salon d'automne	Paris Nommé sociétaire
- 1922 : L'Artistique Nice
- 1922 :	Galerie E. Druet (rue royale), Paris
- 1929 : 26 mars- L'Artistique, Nice
- 1929 : 17 janv au 5 février, Musée Antibes, Groupe LJ, Blanche Moryn et Jean Villeri
- 1933 : Le Caire (Égypte)
- 1933 :	1er septembre Paris
- 1934 :	Journal La Gazette Cannes Aquarelles d'Égypte
- 1937 : 29 janvier-4 février, École de danse Isadora Duncan, New York, Dessins d'Isadora
- 1937 :	8 au 25 septembre Chez Joan Smith (collective) St Paul de Vence
- 1938 :	1er au 15 avril, Syndicat d'initiative, Aix en Provence, Préface de Giono
- 1946 : 11 au 26 mai, Chez Jeanne Castel, Paris Aquarelles Préface de Vildrac
- 1946 : 21 avril, Jacques Courtois, Cannes Aquarelles
- 1947 : 15 au 30 novembre, Chez Jeanne Castel, Paris 34 aquarelles, Préface de Jacques Bour
- 1948 :	Maison française (Henri Fluchère), Oxford
- 1948 : Leicester galleries, Londres Aquarelles
- 1949 :	3 au 18 juin, Galerie Henri Gaffié, Nice
- 1951 : Bruxelles
- 1951 : Leicester galleries (H.Jaffies), Londres
- 1951 : Maison française, Oxford
- 1951 : Février-mars, 1re biennale de Menton, Menton collective
- 1952 : 23 février-6 mars, chez Monique de Groote, Paris, Aquarelles
- 1953 : Casino, Gréoux les Bains, Aquarelles + faïences Simone Favier
- 1955 : Le Grand Paris, Manosque
- 1955 : Pâques, Galerie Schneider, Rome
- 1956 : Juillet-août, Hôtel Jules César, Arles
- 1956 : 10 au 29 février, Chez Merenciano au vieux port de Marseille, 35 aquarelles + dessins, Préface de Giono
- 1956 : Librairie Jean Cévenne, Nîmes
- 1957 : Eté, Aux deux Garçons(Merenciano), Aix en Provence, Gibiers
- 1957 : Salle des fêtes	Dauphin (Alpes-de-Haute-Provence), Avec Bernard Buffet
- 1957 : Le Clou (Lulu Henry), Forcalquier
- 1957 : Eté, Hôtel du Gd Jardin	Gréoux les Bains
- 1957 : 6 au 15 décembre, Galerie d'Orsay, Paris, Préface Giono
- 1960 : Mars/avril, Galerie-librairie, Menton
- 1960 : 16 janvier – 7 février, Palais de la Méditerranée, Nice, 34 aquarelles, Préface de Prévert
- 1961 : 25 mars au 25 avril, Galerie "Le temps retrouvé", Menton, Aquarelles
- 1961 : Musée, Toulon
- 1994 : 12/04 au 8/05, Château d'O, Montpellier, 2 alchimistes de l'amitié
- 1995 : Centre Giono, Manosque, une amitié en poésie
- 2000 : Chapelle des Pénitents, St Paul de Vence, collective Les peintres St Paulois
- 2005 : 2 juillet au 26 septembre, Musée Varennes en Argonne, Rétrospective
- 2006 : 8 sept au 22 octobre, Fondation Carzou Manosque, Rétrospective, Catalogue
- 2007 : 15 mars-31 août, Médiathèque Gréoux les Bains, Rétrospective
- 2010 : Mai-septembre, Médiathèque, Gréoux les Bains, Lucien Jacques, graveur.
- 2011 : Parution du Livre d'Art : Aquarelles de Lucien Jacques.
- 2014 : Juin à décembre : Médiathèque, Gréoux les Bains (Alpes-de-Haute-Provence), Lucien Jacques et la guerre de 14-18
- 2015 : Septembre à novembre : Médiathèque, Naucelle (Aveyron), Lucien Jacques et la guerre de 14-18
- 2015 : Parution du livre d'Art Dessins et gravures de Lucien Jacques
- 2019 : « Regards de Provence » à Marseille Musée

## Œuvres
- Fontaine 1924 (sous le pseudonyme de Jean Lémont)
- La Pâque dans la grange 1924
- Le Jardin sans murs 1931
- Carnets de moleskine 1938, Éditions Gallimard,  1939 ; réédition Gallimard, 2014  (ISBN 978-2-07-014444-0)
- Tombeau d'un berger 1952, 1954
- Suite française 1953
- Seconde Suite française, Manosque, l'Artisan, 1954  — I. Momeries (à la va comme je te pousse ma non troppo). II. Tombeau d'un berger (à voix nue). III. Populaires (avec mordant),  illustrée par l'auteur
- La Marche militaire 1956
- Florilège poétique (éd. L'amitié par le livre) 1962
- Herman Melville, Moby Dick : première traduction en langue française, en collaboration avec Jean Giono et Joan Smith, 1938
- Poèmes sur la guerre de 14-18, Association des Amis de Lucien-Jacques, 2014  (ISBN 978-2-9524218-2-9)
- Intégrale poétique. Association des Amis de Lucien-Jacques, 2016  (ISBN 978-2-9524218-2-9)